# Tenryu-ji
Tenryu-ji, formeel bekend als Tenryu Shiseizen-ji, is de hoofdtempel van de Tenryu afdeling van het rinzai. Het situeert zich in Susukinobaba-cho, Ukyo wijk, Kyoto, Japan. De tempel werd gesticht door Ashikaga Takauji in 1339 en diende in eerste instantie om de boeddha te vereren. De bouw van de tempel was af in 1345. De eerste hogepriester was Muso Soseki. De tempel had relaties met de Ashikaga-clan en keizer Go-Daigo waardoor het een hoog aanzien genoot. De Tenryu-ji is de belangrijkste Zen-tempel van de "vijf bergen" of "Gozan". In 1994 werd deze tempel onder de "Historische Monumenten van Kioto" geregistreerd, het werd een UNESCO werelderfgoed met een buitengewone culturele waarde.

## Geschiedenis
In de vroege Heian-periode stichtte Keizerin Tachibana no Kachiko een tempel genoemd de "Danrin-ji", in de plek waar nu Tenryu-ji staat. De "Danrin-ji" tempel viel in ruïne in de volgende vierhonderd jaar. In het midden van de dertiende eeuw veranderden Keizer Go-Saga en zijn zoon Keizer Kameyama de omgeving naar een keizerlijke villa, genaamd de "Kameyama-dono"(亀山殿). De naam "Kameyama", wat letterlijk "schildpadberg" betekent, vindt zijn oorsprong in de berg Ogura, die in het westen van Tenryu-ji ligt. Alle Japanse tempels die gebouwd zijn na de Nara-periode hebben een bergnaam (sango), die wordt gebruikt als een eerbiedige prefix.
Gedurende de jaren 1430 moest de tempel tribuut betalen aan het keizerlijk hof van de Ming-dynastie in China. De Chinese keizerlijke politiek verbood in die periode formele handel buiten het sinocentrisme. Zowel het Japanse keizerlijke hof als het Ashikaga-shogunaat weigerden zich toe te geven aan de deze Chinese suzereiniteit. Het akkoord met de Tenryu-ji zorgde ervoor dat formele onderhandelingen met beide landen mogelijk werd. In ruil moest China de controle verkrijgen over de opvolgingen van het hoofdambt. Dit akkoord gaf de Zen-sekten, meer bepaald de Tenryu-ji, een quasi-monopolie over de handelsakkoorden tussen Japan en China. Samen met de tempel die dezelfde naam draagt in Okinawa, hebben de monniken van de Tenryu-ji een belangrijke rol gespeeld in de 'Japan-China-Okinawa' handelsroute gedurende de 19de eeuw.
De tempel bloeide uit tot een van de belangrijkste rinzai tempels in Kioto. Het gebied waar de tempels op stonden groeide uit tot een oppervlakte ter grootte van bijna 333 000 m². Het gebied regeerde over zo'n 150 sub-tempels. De tempel is regelmatig het slachtoffer geworden van verschillende branden en hierdoor zijn een aantal originele gebouwen vernietigd. Gedurende de middeleeuwen werd de tempel tot zesmaal toe afgebrand: in 1358, 1367, 1373, 1380, 1447 en 1467. De tempel is nogmaals vernietigd gedurende de Onin-oorlog en vervolgens herbouwd. In 1815, werd de tempel nogmaals vernietigd door een brand. In 1864 werd de tempel zwaar beschadigd door het Kinmon-incident. De meeste gebouwen die tot op heden op het grondgebied van Tenryu-ji staan, zijn herbouwd in de late helft van de Meiji-periode. De tuin ten westen van de abdij, die gemaakt is door Muso Soseki, vertoont nog maar enkele tekenen van zijn oorspronkelijk ontwerp.

## Indeling

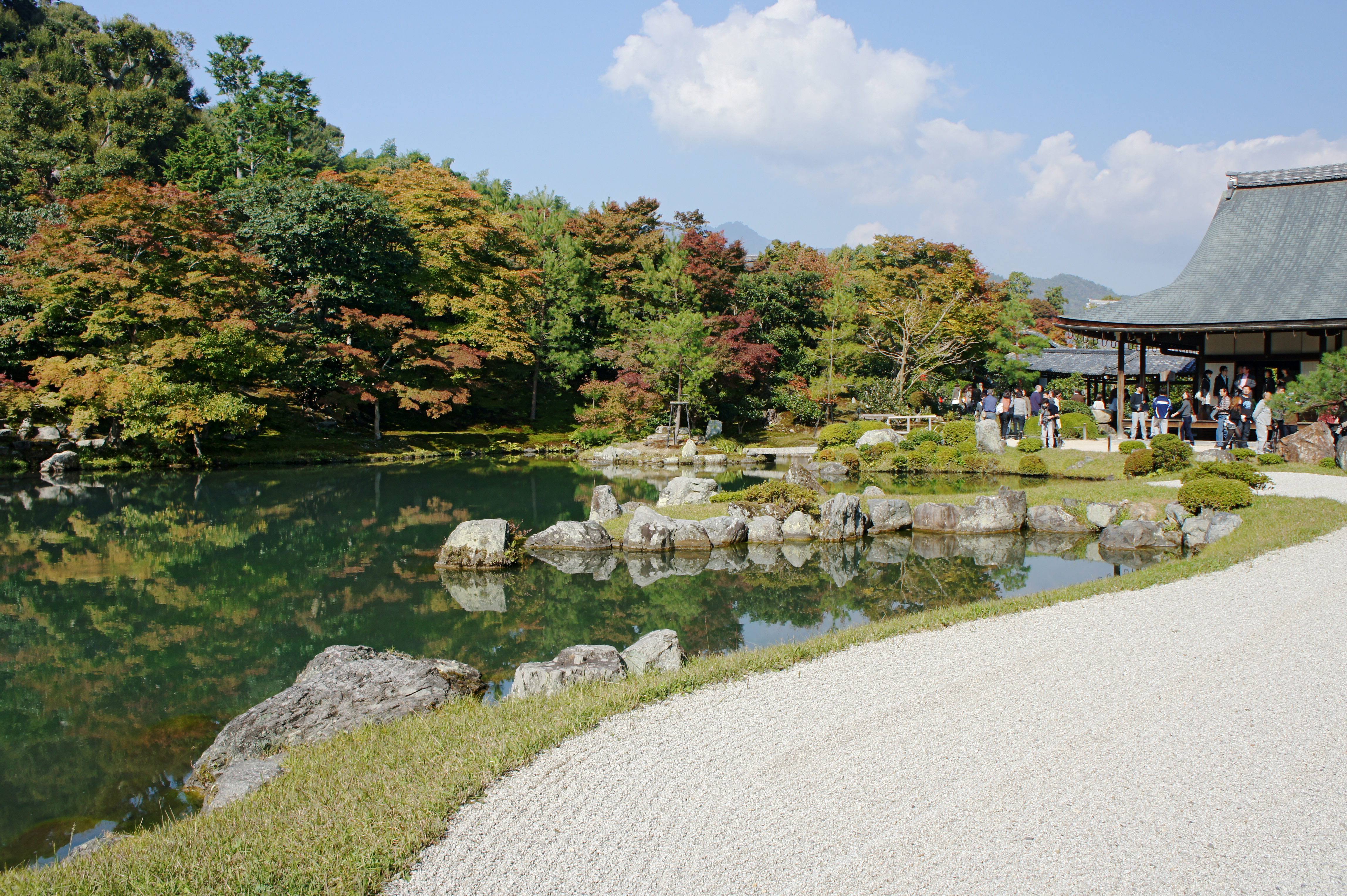
De Sogen-vijver gemaakt door Musō Soseki, het is een van de hoogtepunten van het tempelcomplex.

Aan de oosterse grens van het tempelgebied zijn twee poorten: de Chokushi-poort en de middenpoort, van waaruit het pad naar de tempel westwaarts leidt. Gewoonlijk zijn tempelgronden van de Zen-tempels ontworpen, zodat ze met het aangezicht naar het zuiden gericht zijn en met de hoofdgebouwen gelijklopend met de noord-zuid as. De indeling van Tenryu-ji is een uitzondering op dit principe. De sub-tempels liggen langs beide kanten van deze as en geven uit op de hal van de lezing, zoals de grote abdij (大方丈Ohojo), de kleine abdij (小方丈 kohojo), de keuken, de hal voor de meditatie en de Taho-den hal. Elk van deze gebouwen is wel een moderne reconstructie. 
- Chokushi-poort is een poort met een verdieping, die in de Yotsuashimon-stijl is gebouwd. Het is het oudste gebouw in dit tempelgebied en beeldt de stijl uit van de Azuchi-Momoyamaperiode.
- De onderwijshal bevindt zicht in het centrum van het tempelgebied, wat ongewoon is voor een Zen-tempel. De huidige versie is een reconstructie uit 1900. Er staat een afbeelding van Gautama Boeddha op, die geflankeerd wordt door twee bewakers. Het decoratieve schilderij van een draak op het plafond[3] is het werk van Suzuki Shonen.
- De 'Ohojo' werd gebouwd in 1899.
- De 'Kohojo' werd in 1924 gebouwd.
- De 'Taho-den' werd gebouwd in 1934. Ondanks het moderne gebouw, werd het gebouwd in de Kamakura-periode. Het bevat een houten beeld van de keizer Go-Daigo.

Tevens bevinden zich op de tempelgronden de graven van keizer Go-Soga en keizer Kameyama.

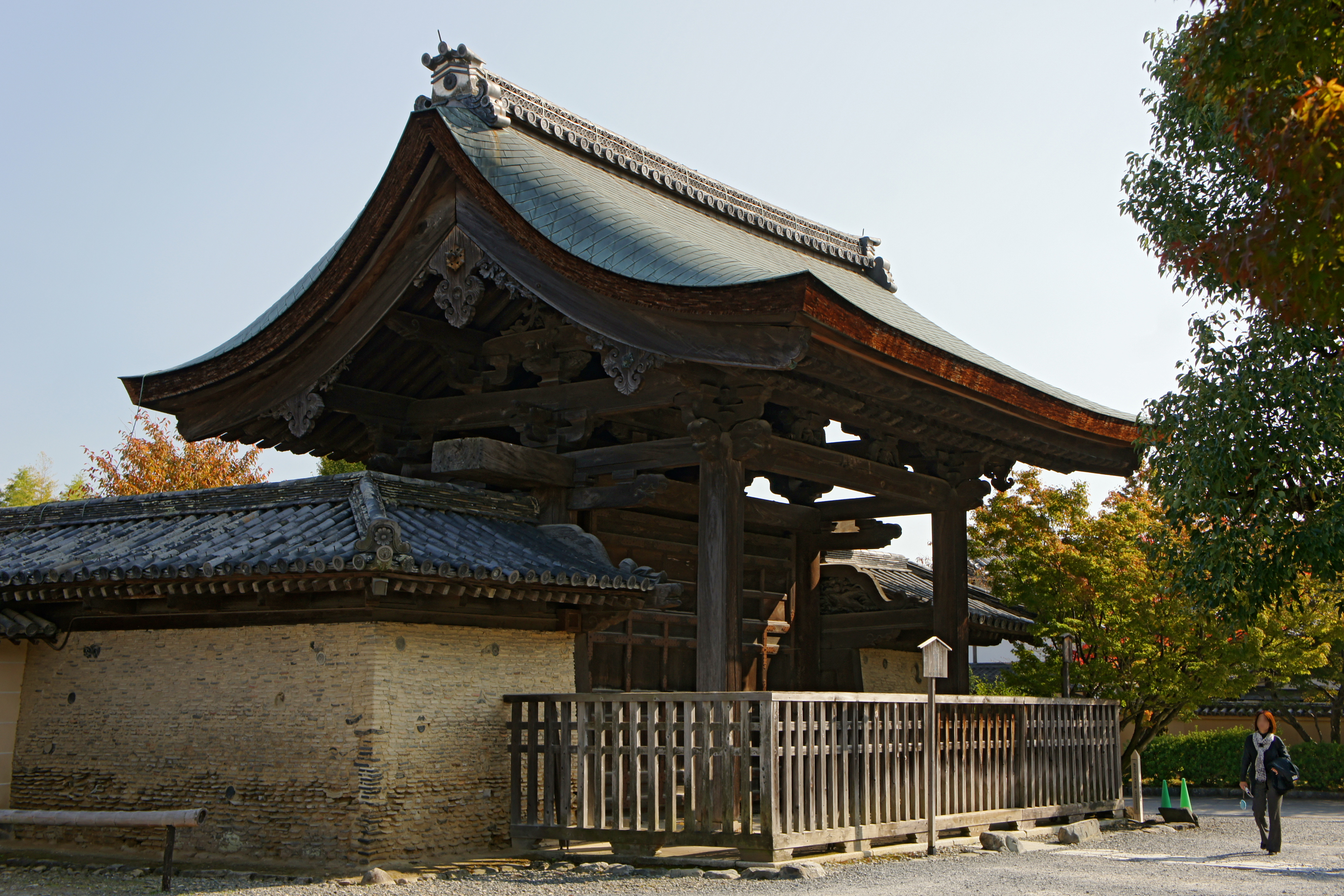
Chokushi poort
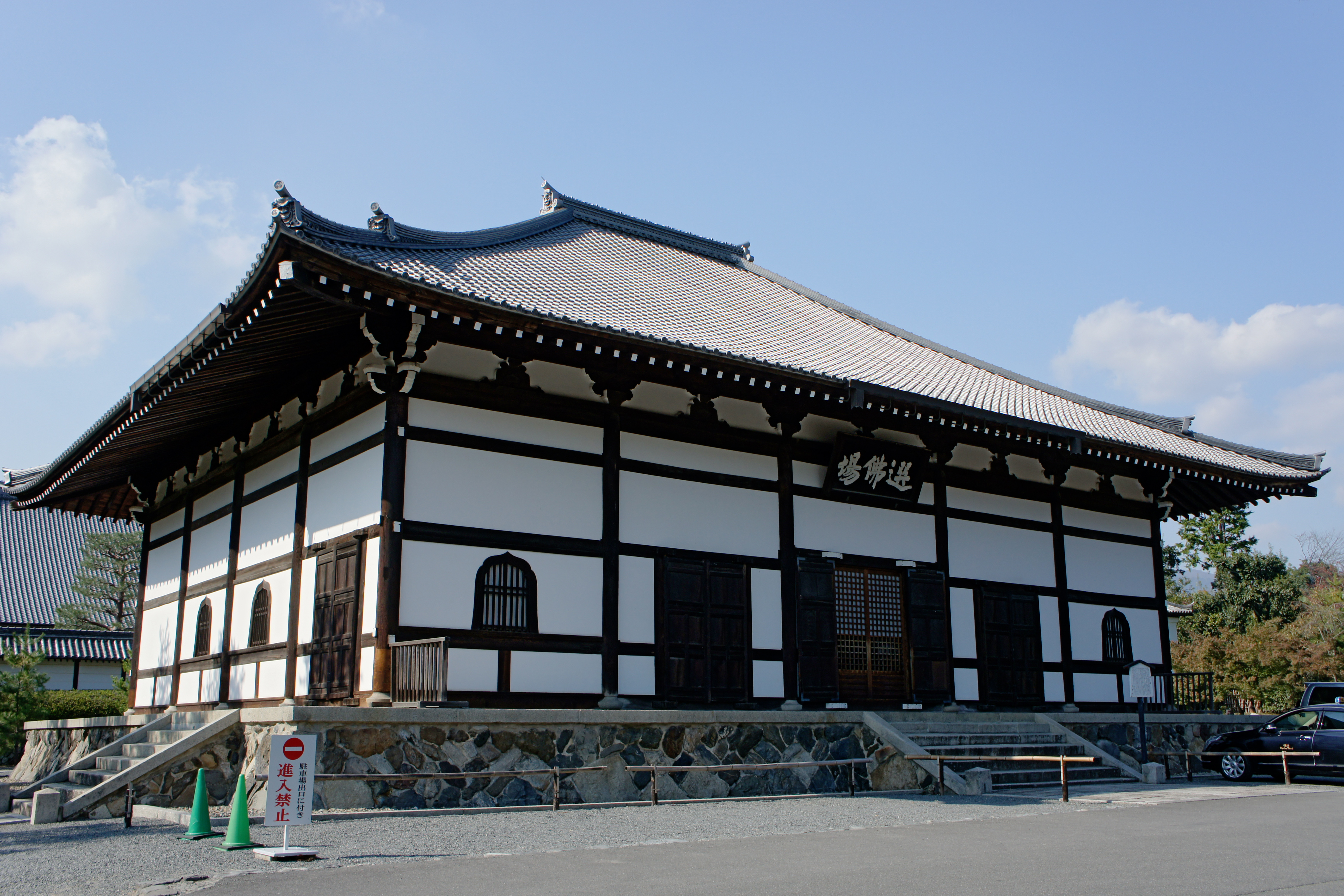
De onderwijshal
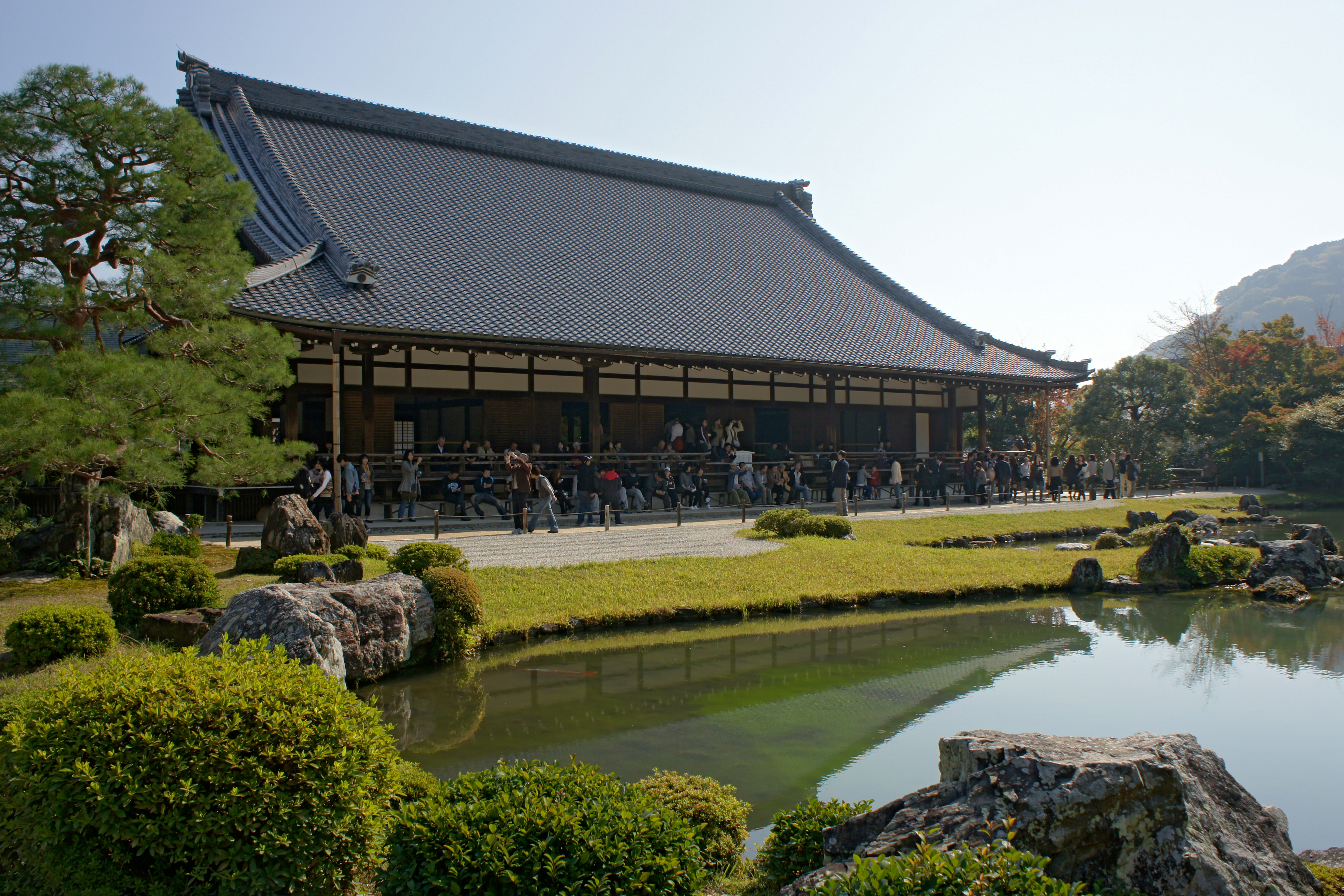
Ohojo
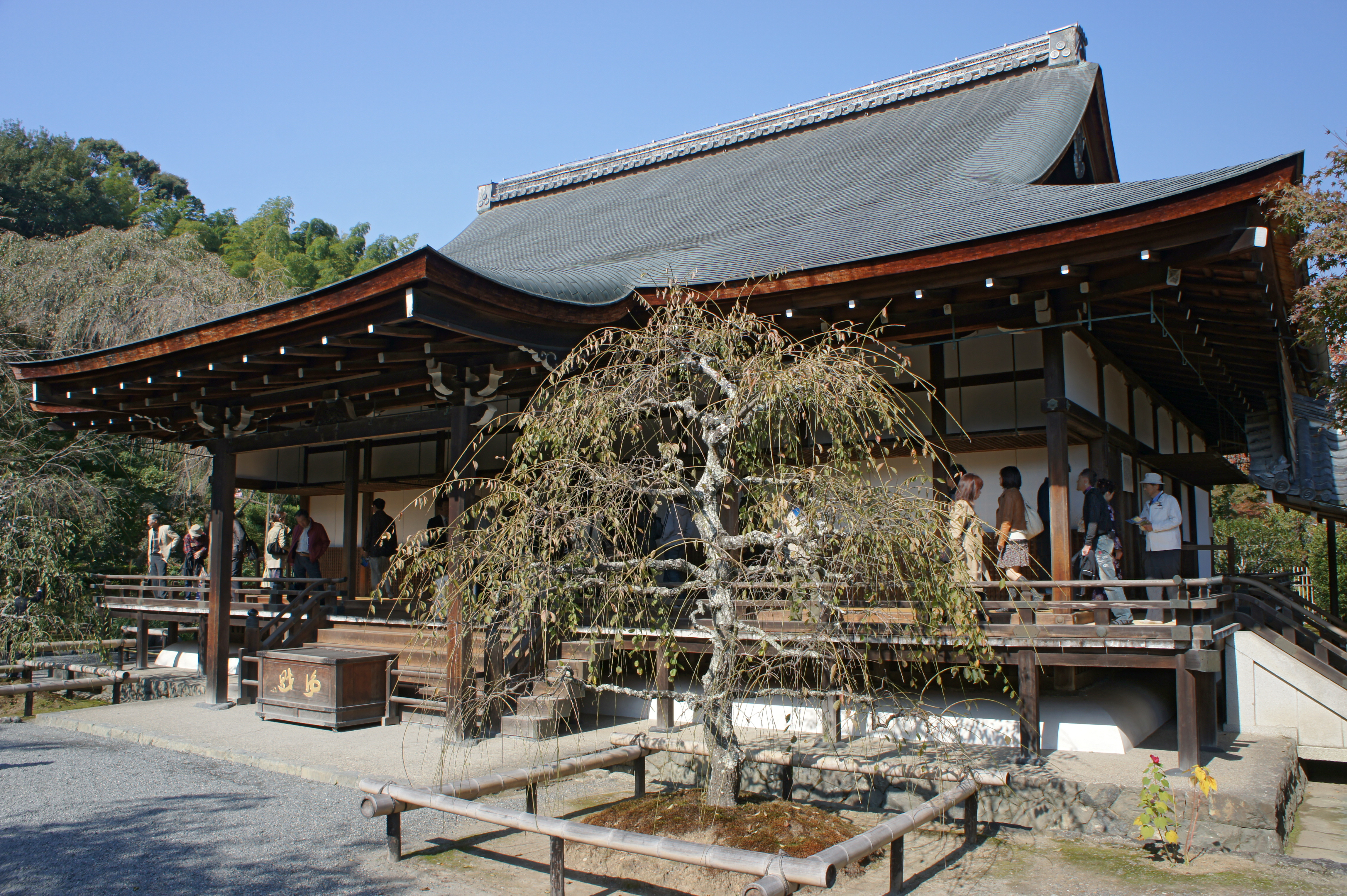
Taho-den

## Culturele eigenschappen
De tuin is gemaakt door Muso Soseki en het beschikt over een cirkelvormig wandelpad rondom de Sogen-vijver (曹源池, Sogenchi). Daarnaast is het een "speciale plek van natuurlijke schoonheid in Japan" (特別名勝, tokubetsu meishō).
De 'Tenryu-ji' bevat belangrijke 'culturele eigendommen van Japan', zoals:
1. Drie portretten van Muso Seseki, schilderijen van Avalokitesvara en Seiryo Hogen Zenji/Yunmen Daishi.
2. De houten gravuren van Gautama Boeddha.
3. Illustraties en geschriften in het archief, zoals: